# Передвижници
Передвижници (на руски передви́жники), често наричани Скитниците или Странстващите в английския език, са група руски реалисти, които се противопоставят на академичните ограничения като създават художествена кооперация. През 1870 година тя еволюира в Общество за пътуващи художествени изложби.

## История
През 1863 година група от четиринадесет студенти решава да напусне Императорската художествена академия. Те намират правилата на Академията за ограничаващи, преподавателите са консервативни и освен това има строго разделение между възвишено и нисше изкуство. В желанието си да доближат изкуството до хората студентите създават независимо артистично общество, което назовават Передвижници. През 1870 година Передвижниците създават Обществото за пътуващи изложби с цел да дадат възможност на хората от провинцията да видят постиженията на руското изкуство и да ги научат да го ценят. Обществото остава независимо от държавата и успява да покаже на хората изкуство, което илюстрира съвременния живот в Москва и Санкт Петербург.
Първото общо събрание на членовете на новата организация се състои на 16 декември 1870 година. На него е избрано и ръководството на организацията, в състава на която влизат Григорий Мясоедов, Иван Крамской, Николай Ге, Василий Перов, Михаил Константинович Клодт.
Първата изложба, организирана от групата, е открита на 29 ноември 1871 в Санкт Петербург. От 1871 до 1923 Обществото организира 48 пътуващи изложби в Санкт Петербург и Москва, след което те отиват в Киев, Краков, Казан, Орел, Рига, Одеса и други градове.

## Влияние на литературните критици
Предвижниците са повлияни от обществените възгледи на литературните критици Висарион Белински и Николай Чернишевски, които изразяват либерални идеи. Белински смята, че литературата и художественото изкуство трябва да допринасят за социалната и морална отговорност. Също като повечето славянофили, Чернишевски пламенно подкрепя идеята за отмяна на крепостното право, което става със завършване на реформата от 1861 година. Той смята, че цензурата на печата, крепостното право и смъртното наказание са плод на западното влияние. Заради политическата му активност властите забраняват публикуването на негови творби, включително на дисертацията му. В крайна сметка обаче той си пробива път в артистичните среди в Русия от 19 век. През 1863 година, почти веднага след еманципацията на крепостниците, целите на Чернишевски намират реализация с помощта на Передвижниците, които взимат широко разпространената славянофилска идея, че Русия има забележителна, непретенциозна, вътрешна красота и се опитват да я покажат в произведенията си.

## Теми на картините
Передвижниците изобразяват многостранните аспекти на обществения живот, често критикувайки неравенството и несправедливостите. Но изкуството им показва не само бедността, но и красотата на селския начин на живот; не само крепостници, но и куража и силата на духа. Чрез хуманното си изкуство те заклеймяват руските аристократични порядки и автокрацията. Изобразяват еманципацията на крепостниците със съпричастие („Ареста на пропагадиста“, „Отказ от изповед“, „Неочакван“ от Иля Репин). Те показват и обществения градски живот, а по-късно използват и исторически мотиви, за да покажат обикновения човек („Утрото на екзекуцията на стрелците“ от Василий Суриков).
През разцвета си (1870 – 90) Передвижниците разширяват обектите на изображение с природна тематика. В разрез с традиционно тъмната палитра по това време, те избират светли цветове и по-свободен маниер при техниката на рисуване. Търсят естественост на образите и изобразяване на отношенията между хората. Обществото включва едни от най-талантливите художници в страната. Сред тях има украинци, латвийци и арменци. Передвижниците показват творбите на Марк Антоколски, Василий Верешчагин и Андрей Рябушкин. Работата на критика и демократ Владимир Стасов е важна част от развитието на изкуството на Передвижниците. Павел Третяков излага творби на тези художници в своята галерия и им оказва финансова и морална подкрепа.

## Пейзажът като най-популярния жанр на Передвижниците
През 70-те и 80-те години на 19 век пейзажите са в своя разцвет. Передвижниците рисуват главно пейзажи; някои от тях като Василий Поленов рисуват пленер. Двама от художниците, Иван Шишкин и Исак Левитан, рисуват само руски пейзажи. Шишкин все още е смятан за руския „Певец на гората“, а пейзажите на Левитан се славят със своите емоционални настроения. След Передвижниците руският пейзаж придобива национално значение.
Передвижниците рисуват пейзажи за да изучат красотата на собствената си страна и да насърчат обикновения човек да я обича и пази. Левитан веднъж казва: „Виждам в Русия изключителна грация – преизпълнените реки връщат всичко към живот. Няма по-красива страна от Русия! Може да има истински пейзажист само в Русия!“. Передвижниците придават национален характер на пейзажите, така че чужденците могат да разпознаят руския пейзаж. Пейзажите им са символично въплъщение на руската националност.

## Репродукции
Въпреки че публиката на пътуващите изложби се увеличава през годините, основната публика остава градският елит. Местни фотографи създават първите репродукции на творби на Передвижниците и по този начин помагат за популяризирането им. Снимките можели да бъдат купени по време на изложба. Списание „Нива“ публикува илюстрирани статии за изложбите. От 1898 година картините, изобразяващи обществото, започват да се използват за пощенски картички. Публикуват се редица книги с поеми, съдържащи за илюстрации пейзажи. Обикновеният руски човек по онова време не е имал възможност да отиде до Москва или Санкт Петербург и популяризирането на руското изкуство го запознава с много руски шедьоври. Дори и днес издателите използват тези репродукции в учебниците като пример за национална идентичност.

## Залез
Заради нарастващото влияние на обществото, държавните власти спират репресиите срещу членовете на движението. Правят се опити да бъде подчинена дейността им и да се възвеличаят западащите творби на художниците, рисуващи по академичните правила. През 90-те години в Академията на изкуствата се включва изучаването на творчеството на Передвижниците и по този начин влиянието им се разпространява и в художествените училища.
През 1898 година влиянието на Передвижниците започва да се подкопава от творците от Мир искусства, които следват модерните тенденции в руското изкуство. Някои от членовете не Передвижниците стават по-консервативни, докато други остават радикални като предшествениците си. Хора, които в младостта си са новатори, в старостта се превръщат в консерватори, яростно защитаващи основите на Передвижничеството и отказващи достъпа на млади художници до организацията. В резултат на това седем големи майстори, начело със Серов напускат организацията. Това са Архипов, Васнецов, Досекин, Светославски, Первухин и Левитан.
Някои художници започват да изразяват социалистически идеи, което се отразява на развитието на движението на работническата класа. Много от членовете на Передвижниците стават част от съветската художествена култура като допринасят с реалистичните традиции на 19 век към Социалистическия реализъм.
48-ата изложба на Передвижниците през 1923 година е последната. Повечето членове на движението се присъединяват към Асоциацията на творците в революционна Русия. Нейните членове надграждат над традициите на Передвижниците и се стремят да създават творби, достъпни за обикновения човек и вярно да изразяват правдата в съветското общество.

## Членове на Передвижници
- Сергей Амосов
- Абрам Архипов
- Александър Бегров
- Павел Брюлов
- Ефим Волков
- Александър Кисельов
- Николай Кузнецов
- Николай Ге
- Николай Неврев
- Николай Касаткин
- Архип Куинджи
- Иван Крамской
- Исак Левитан
- Карл Лемох
- Александър Литовченко
- Рафаил Левицки
- Владимир Маковски
- Николай Маковски
- Михаил Константинович Клодт
- Василий Максимов
- Григорий Мясоедов
- Леонид Пастернак
- Василий Перов
- Василий Поленов
- Иларион Прянишников
- Иля Репин
- Андрей Рябушкин
- Константин Савицки
- Алексей Саврасов
- Валентин Серов
- Емилия Шанкс
- Иван Шишкин
- Василий Суриков
- Аполинарий Васнецов
- Виктор Васнецов
- Николай Ярошенко